# Hepatitis fulminante
El fallo hepático fulminante se define clásicamente como un trastorno de inicio súbito e intenso de la función del hígado, que se pone de manifiesto con ictericia, y es seguido de encefalopatía hepática, en ausencia de daño hepático previo. Es denominada también atrofia aguda amarilla.

## Características
Es una forma poco frecuente de hepatitis. Se caracteriza por su rápido avance, generando una necrosis masiva del hígado, siendo causada por un virus, toxina o isquemia.
Otro nombre que se le da es insuficiencia hepática aguda grave (IHAG), según el tiempo transcurrido desde que aparecen los síntomas y la encefalopatía hepática se describen diferentes cursos clínicos:
- Fulminante: de 0 a los 14 días.
- Sub-fulminante: de 15 a 60 días.

## Tratamiento
La posibilidad de realizar trasplante hepático ha cambiado la historia de la IHAG. De esta forma la sobrevida con manejo médico solamente, en los casos que progresan a encefalopatía G III o IV es del 10 al 40 %, en tanto que los pacientes en los cuales se realiza trasplante hepático la sobrevida puede llegar a ser del 60 a 80 %. El trasplante hepático es la única alternativa terapéutica que ha demostrado eficacia en mejorar la supervivencia global de los pacientes con IHAG. Las indicaciones son:
- Encefalopatía hepática G III independiente del curso evolutivo, empeoramiento de la IHAG tras mejoría inicial.
- Ausencia de mejoría tras 72 horas de tratamiento conservador en aquellos casos de curso no fulminante.

## Contraindicaciones para el trasplante
Existe una serie de contraindiciaciones para el trasplante, en general son las mismas contraindicaciones genéricas que tiene cualquier tipo de trasplante, pero además se le suma una serie de situaciones propias del daño hepático:

### Genéricas
- Infección por VIH
- Edad superior a 65 años
- Enfermedades basales de mal pronóstico

### Propias del daño hepático
- Trombosis portal
- Complicaciones de la Insuficiencia hepática (ascitis, problemas de coagulación, etc.)